# Associazione Calcio Sangiovannese 2000-2001
Questa pagina raccoglie le informazioni riguardanti l'Associazione Calcio Sangiovannese nelle competizioni ufficiali della stagione 2000-2001.

## Rosa
| N. |                   | Ruolo | Calciatore               |
| -- | ----------------- | ----- | ------------------------ |
|    | Italia (bandiera) | A     | Pierfrancesco Battistini |
|    | Italia (bandiera) | D     | Marco Bignone            |
|    | Italia (bandiera) | C     | Marco Bonura             |
|    | Italia (bandiera) | A     | Giorgio Bresciani        |
|    | Italia (bandiera) | A     | Emilio Budruni           |
|    | Italia (bandiera) | C     | Cristiano Caleri         |
|    | Italia (bandiera) | D     | Simone Calori            |
|    | Italia (bandiera) | D     | Andrea Capecchi          |
|    | Italia (bandiera) | D     | Fabio Cappelli           |
|    | Italia (bandiera) | C     | Marco Chirico            |
|    | Italia (bandiera) | C     | Girolamo D'Alessandro    |
|    | Italia (bandiera) | C     | Alessio Di Mella         |

| N. |                   | Ruolo | Calciatore              |
| -- | ----------------- | ----- | ----------------------- |
|    | Italia (bandiera) | C     | Manolo Ermini           |
|    | Italia (bandiera) | C     | Andrea Fantini          |
|    | Italia (bandiera) | D     | Alessandro Mastronicola |
|    | Italia (bandiera) | C     | Nicola Moscatello       |
|    | Italia (bandiera) | D     | Gianluca Nocentini      |
|    | Italia (bandiera) | P     | Sirio Piergentili       |
|    | Italia (bandiera) | C     | Daniele Proietti        |
|    | Italia (bandiera) | A     | Tiziano Ronzani         |
|    | Italia (bandiera) | C     | Claudio Salciccia       |
|    | Italia (bandiera) | C     | Ibrahinam Scandroglio   |
|    | Italia (bandiera) | P     | Cristian Tosti          |
|    | Italia (bandiera) | A     | Mirko Ventura           |